# By Sotheary
By Sotheary (tiếng Khmer: ប៊ី សុធា រី, sinh ngày 4 tháng 3 năm 1998) là một người mẫu Campuchia và người chiến thắng với danh hiệu Hoa hậu Campuchia 2016. Cô từng đại diện cho Campuchia tham gia Hoa hậu Hoàn vũ 2017 và Hoa hậu Sắc đẹp Quốc tế 2023 nhưng không đạt thành tích gì. Năm 2024 cô đăng quang Hoa hậu Hoà bình Campuchia 2024 và sẽ đại diện cho Campuchia tại Hoa hậu Hòa bình Quốc tế 2024.

## Sự nghiệp
Hoa hậu Đông Nam Á 2014 được xem là cuộc thi đầu tiên By tham gia, tuy nhiên cô không lọt vào chung kết. Sau cuộc thi đầu tiên, Sotheary By quyết định tham gia Người mẫu Quốc tế 2015 và đạt ngôi vị Á hậu 2 của cuộc thi. By tham gia Hoa hậu Campuchia 2016 và giành chiến thắng, đuợc quyền đại diện tham gia Hoa hậu Hoàn vũ 2017. Cô cũng là đại diện cho Campuchia đầu tiên tham gia cuộc thi Hoa hậu Hoàn vũ. Trong đêm chung kết, cô không có mặt trong Top 16 người đẹp nhất. Cô được ban tổ chức chỉ định sẽ là đại diện tham gia cuộc thi Hoa hậu Sắc đẹp Quốc tế 2023 được tổ chức tại Thành phố Hồ Chí Minh, Việt Nam. Trong đêm chung kết, tuy không có mặt trong Top 20 người đẹp nhất nhưng cô đã chiến thắng giải thưởng phụ Trang phục truyền thống đẹp nhất.